# 克拉侖敦 (阿肯色州)
克拉侖敦（英語：Clarendon）是一個位於美國阿肯色州門羅縣的城市。根據2020年美國人口普查，該地人口為1526人，而該地的面積約為5.00平方千米。同時該地也是門羅縣的縣治。

## 地理
克拉侖敦的座標為34°41′39″N 91°18′30″W / 34.69417°N 91.30833°W，而該地的平均海拔高度為53米（即174英尺）。